# ملخ تنبل آلبیپس
ملخ تنبل آلبیپس (نام علمی: Titanacris albipes) گونه ای ملخی است که در راسته راست‌بالان و تیره ملخ‌های تنبل قرار دارد.

## نگارخانه

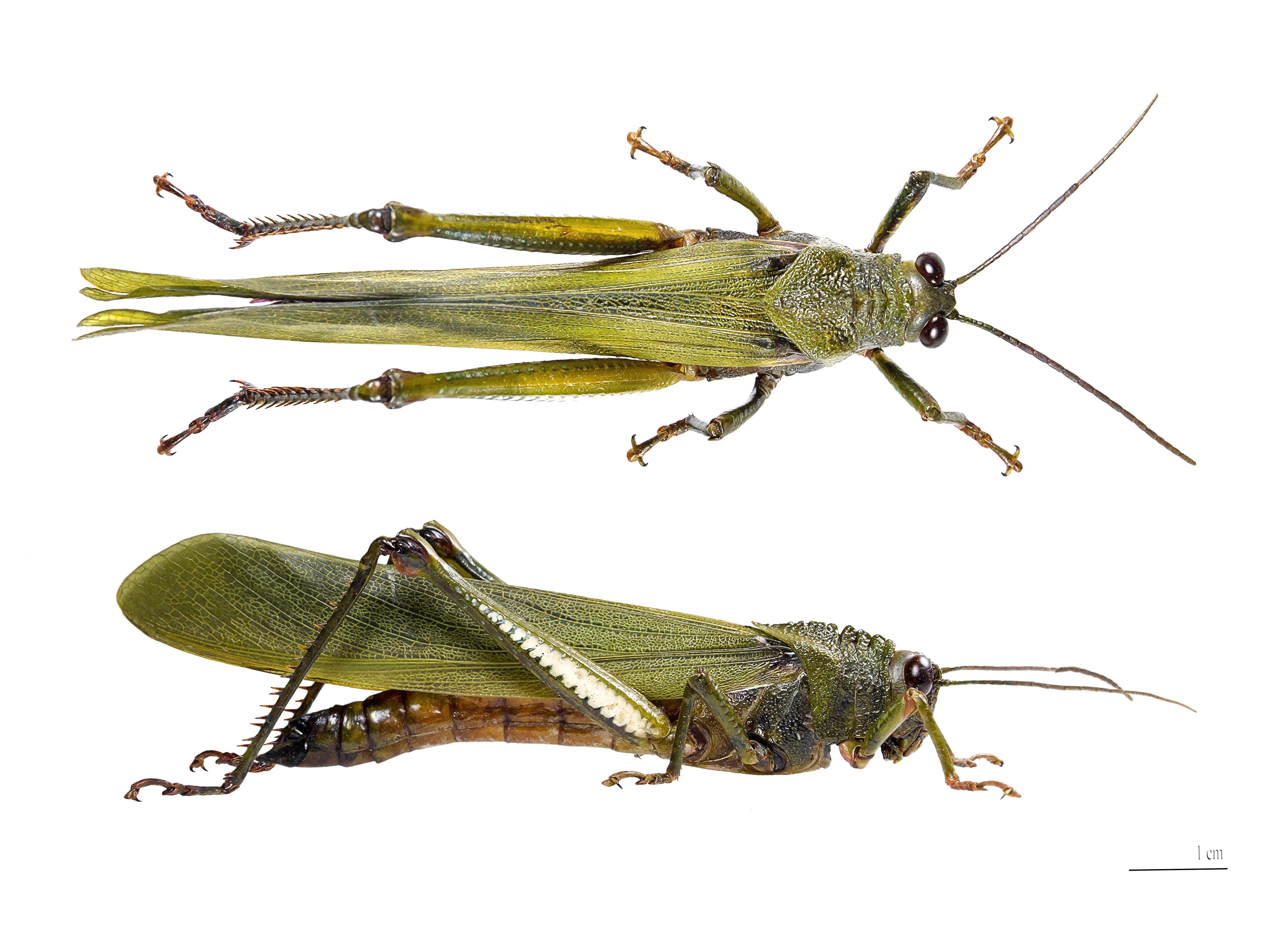
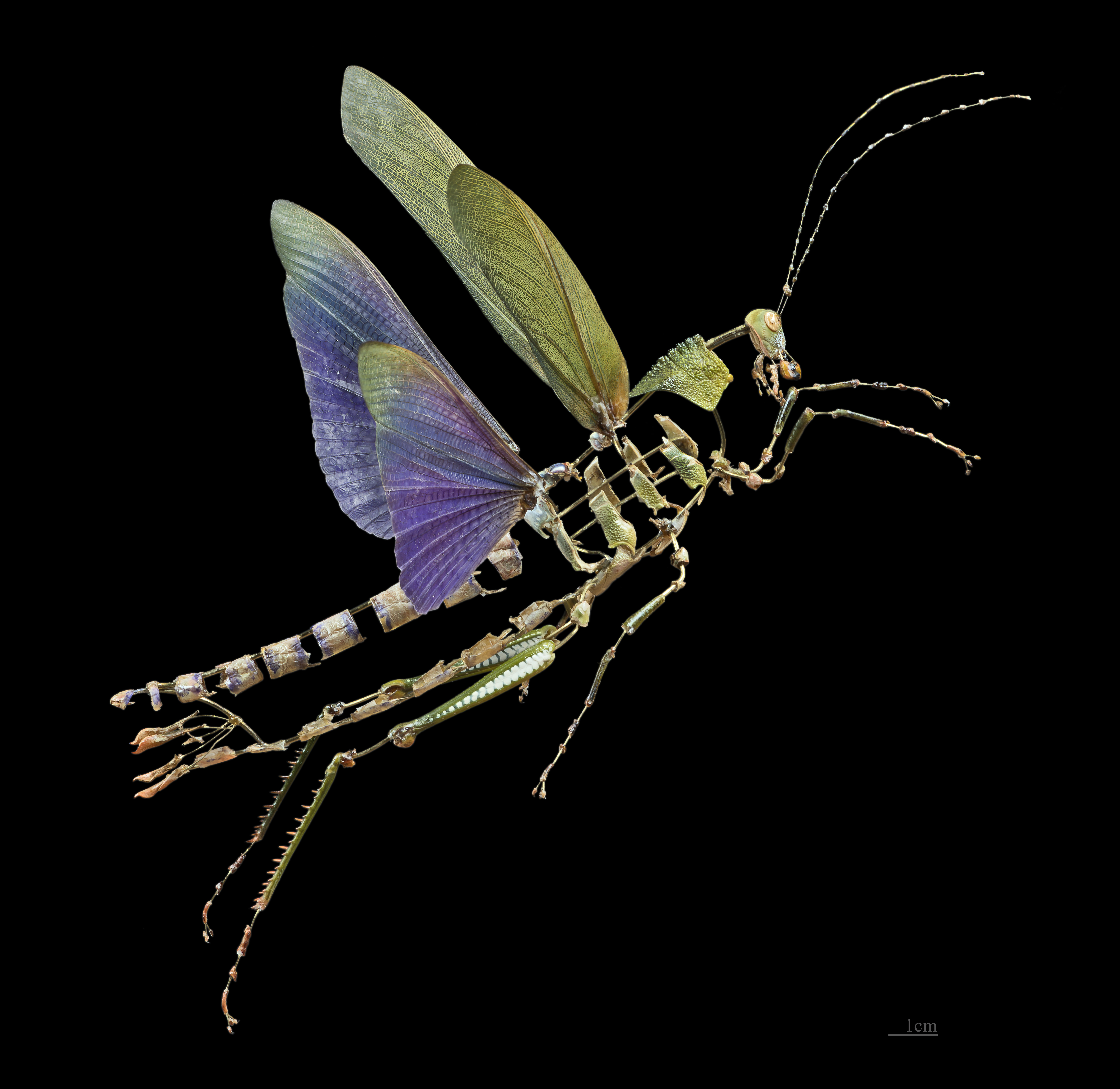